# ABVD-Schema
Das ABVD-Schema ist ein Chemotherapie-Behandlungsschema für das Hodgkin-Lymphom mit einer bestimmten Auswahl von Zytostatika in vier Doppelzyklen. Die Gabe ist ambulant möglich.
| Adriamycin | 25 mg/m²  | i.v. | Tag 1 + 15 |
| Bleomycin  | 10 mg/m²  | i.v. | Tag 1 + 15 |
| Vinblastin | 6 mg/m²   | i.v. | Tag 1 + 15 |
| Dacarbazin | 375 mg/m² | i.v. | Tag 1 + 15 |

(mg/m² = Menge/Körperoberfläche/Tag)
Da es durch die Anwendung von Dacarbacin zu starkem Erbrechen kommen kann, sollte immer – auch prophylaktisch zur Vermeidung einer Konditionierung – ein Antiemetikum aus der Gruppe der 5-HT3-Rezeptor-Blocker (Setrone) gegeben werden.